# 丽江紫金龙
丽江紫金龙（学名：Dactylicapnos lichiangensis）为罂粟科紫金龙属下的一个种。